# ツーツーレロレロ
ツーツーレロレロは、1980年代前半に活動した日本の漫才コンビ。大森クンタとそのまんま東の二人で構成していた

## 概要
1981年に当時ビートたけしの付き人をしていたツーツーこと東国原英夫（そのまんま東－当時コンビネタで駒大生と偽って坊さんネタで駒澤大学をいじっているが専修大学卒である）が、京都産業大学の学生だった丸山昭範と結成。しかし丸山がほどなく脱退してしまったため、テレビ局でADのアルバイトをしていた大森クンタ（現・大森うたえもんー法政大学在学中）を誘い再結成された。
翌年の『お笑いスター誕生』で8週を勝ち抜き、知名度を得る。関東の各大学をからかう学歴ネタが有名で、特に当時体育教師養成と箱根駅伝優勝などスポーツの強豪校で著名な日本体育大学（日体大）をいじっていた。サントリーのブランデーのCMから日体大、水で割ったら国士舘、拓殖大学、水で割ったら国士舘など他にいじった大学は、日本大学・大東文化大学・亜細亜大学・図書館情報大学（吸収合併し閉校ー現筑波大学図書館情報専門学群）・駒澤大学・高千穂商科大学（現高千穂大学）など。日体大は、体育学保健学（スポーツ科学・健康科学）の老舗で専門分野においては根強く学校体育教員・スポーツ科学者(大学・高等専門学校教職員など)の輩出、図書館情報大学では図書館職員の輩出には定評があり特化した専門性から言えば二校とも一流大学である。
1983年にビートたけしの弟子で結成されたたけし軍団に参加。コンビとしてのツーツーレロレロの活動は自然となくなり、事実上の解散状態になった。

## 命名の由来
両名ともビートたけしの弟子である。2人とも、たけし軍団脱退時に師弟関係を解消している。
ツーツーレロレロという名前は、戦前のヒット俗曲「シャンラン節（またの名を「ツーレロ節」）」（台湾民謡 作詞：村松秀一 編曲：長津義司）の歌詞からとった。「ツーツーレロレロ」というフレーズが何回も繰り返される。この曲を歌った美ち奴の実弟が、ビートたけしの師匠深見千三郎である。
なお、この曲のインストゥルメンタル部分に戦時中、戯れ歌の歌詞がつき、それが「♪ルーズベルトのベルトが切れて／チャーチル～チルチル～　国が散る国が散る」という軍歌（？）であったことは後年の落語「ガーコン」でとりあげられてよく知られた事実である。

## 出演番組
- お笑いスター誕生（日本テレビ）
- スーパージョッキー（日本テレビ）
  - 解消後も出演。
- こちら葛飾区亀有公園前派出所（NHKラジオ第1放送）
  - 1983年3月26日放送のラジオドラマ[3]
- 恋はショッキング!（日本テレビ）
  - 1983年12月に放送。1976年～1979年に同局の土曜夕方に放送された『ヒット'76〜'79』のリバイバル版。メイン司会は山田邦子。両名は副司会を担当。